# Campine
Kempen (francouzsky Campine) je bažinatá oblast, nacházející se zčásti v Belgii a zčásti v Nizozemsku.

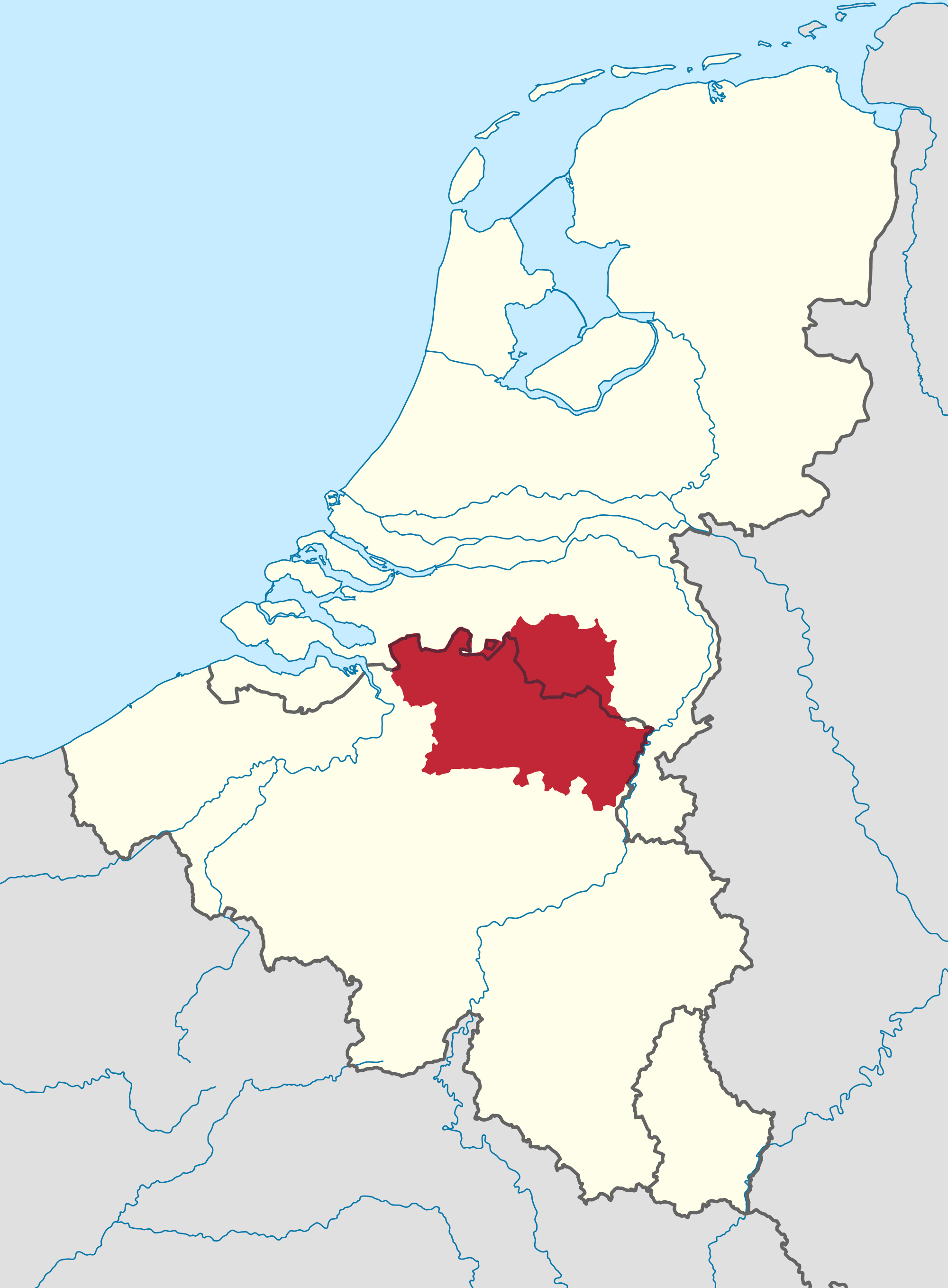
Mapa

Zaujímá východní část provincie Antverpy a část provincie Limburk v Belgii a jižní část provincie Severní Brabantsko v Nizozemsku.
Leží západně od Antverp a východně od Eindhovenu.
Dále na východ přechází v oblast Groote Peel.
Na jihu je oblast Kempen vymezena řekou Demer a na východě údolím řeky Mázy.
Oblast Kempen má málo úrodné písčité půdy, a proto se v ní nachází málo starých nebo velkých měst.
Ta leží spíše na jejím okraji a patří mezi ně Hasselt, Diest, Aarschot, Lier („brána Kempenu“), Breda, Tilburg, Eindhoven, Maaseik a Maastricht.
Výjimkou je v tomto ohledu město Turnhout, které bývá označováno jako hlavní město oblasti Kempen.
Na západ od tohoto města se od nepaměti těžila hlína určená k výrobě cihel.
To bylo jedním z důvodů, proč byl vykopán kanál z Turnhoutu do Antverp.
Oblast byla řídce osídlená, a proto se v ní usazovali mniši hledající klid (mj. v Achelu, Zundertu, Postelu a Westmalle).
Malá hustota osídlení však vysvětluje také přítomnost znečišťujících průmyslových odvětví, jako např. hutnictví v Balenu, Overpeltu a Molenu, jakož i výstavbu první belgické jaderné elektrárny v Molu roku 1962.
Díky těžbě kempenského kamenného uhlí zvláště po druhé světové válce vznikla nová průmyslová centra jako Geel, Beringen a Genk.
Příroda je v oblasti Kempen poměrně dobře zachována.
Nacházejí se zde lesy, rašeliniště, vřesoviště a pastviny, mezi nimiž se nachází několik malých měst a vesnic.
Existují zde ještě četné tradiční statky, z nichž většina slouží k bydlení.
Velká část kempenského dědictví je zachována ve skanzenu Bokrijk.